# Championnats d'Europe de karaté 1966
Les premiers championnats d'Europe de karaté ont eu lieu à Paris, en France, le 7 mai 1966. Il s'agissait de la toute première édition des championnats d'Europe de karaté senior. Au total, six pays du monde ont participé aux deux épreuves de kumite au programme.

## Résultats

### Épreuve individuelle
| Rang   | Pays   | Karatéka       |
| ------ | ------ | -------------- |
| 1      | France | Patrick Baroux |
| 2      | France | Guy Sauvin     |
| 3 ou 4 | Italie | Geronema,Gui   |
| 3 ou 4 | France | Alain Setrouk  |

### Épreuve par équipes
| Rang | Pays   |
| ---- | ------ |
| 1    | France |
| 2    | Suisse |
| 3    | Italie |

## Tableau des médailles
Des six pays participants, seuls trois ont remporté au moins une médaille. Mais les deux médailles d'or en jeu reviennent à la France, pays hôte.
| Rang | Nation | Or | Argent | Bronze | Total  |
| ---- | ------ | -- | ------ | ------ | ------ |
| 1    | France | 2  | 1      | 0 ou 1 | 3 ou 4 |
| 2    | Suisse | 0  | 1      | 0      | 1      |
| 3    | Italie | 0  | 0      | 1 ou 2 | 1 ou 2 |